# 藤黄热杆菌属
藤黄热杆菌属（学名：Luteithermobacter）是α-变形菌纲下的一个属。本属是对Emcibacter属重新分类而析出的一个属。

## 下属物种
本属包括以下物种：
- 解明胶藤黄热杆菌 Luteithermobacter gelatinilyticus